# Kingstree
Kingstree – miasto w Stanach Zjednoczonych w stanie Karolina Południowa w hrabstwie Williamsburg. W 2010 roku liczba ludności miasta wynosiła 3 328. Siedziba administracyjna hrabstwa Williamsburg.